# Slobidka, Talalaiivka
Slobidka (în ucraineană Слобідка) este un sat în comuna Sîlcenkove din raionul Talalaiivka, regiunea Cernihiv, Ucraina.

## Demografie
Componența lingvistică a localității Slobidka
     Ucraineană (97,3%)
     Rusă (2,7%)
Conform recensământului din 2001, majoritatea populației localității Slobidka era vorbitoare de ucraineană (97,3%), existând în minoritate și vorbitori de rusă (2,7%).